# Acer shangszeense
Acer shangszeense là một loài thực vật có hoa trong họ Bồ hòn. Loài này được W.P.Fang & Soong mô tả khoa học đầu tiên năm 1966.